# Néa Zoí (ort i Grekland, Thessalien)
Néa Zoí är en ort i Grekland.   Den ligger i prefekturen Trikala och regionen Thessalien, i den centrala delen av landet, 250 km nordväst om huvudstaden Aten. Néa Zoí ligger 464 meter över havet och antalet invånare är 162.
Terrängen runt Néa Zoí är kuperad. Runt Néa Zoí är det glesbefolkat, med 14 invånare per kvadratkilometer. Närmaste större samhälle är Trikala, 19,1 km söder om Néa Zoí. == Kommentarer ==
1. ↑  Framräknat ur höjduppgifter (DEM 3") från Viewfinder Panoramas.[2] Mer om algoritmen finns här: Användare:Lsjbot/Algoritmer.
2. ↑  Framräknat ur variansen i alla höjduppgifter (DEM 3") från Viewfinder Panoramas, inom 10 km radie.[2] Mer om algoritmen finns här: Användare:Lsjbot/Algoritmer.